# عصابات نيويورك
عصابات نيويورك (بالإنجليزية: Gangs of New York)‏ هو فيلم روائي، جريمة، تاريخي أنتج في 2002. أخرجه الأمريكي مارتن سكورسيزي، والفيلم من بطولة ليوناردو دي كابريو ودانييل دي لويس وكاميرون دياز ، ترشح الفيلم لعشرة جوائز أوسكار لم ينل أيًا منها، فاز دانييل دي لويس عن دوره في الفيلم بجائزة البافتا لأفضل ممثل.

## القصة
تدور أحداث الفيلم في مدينة نيويورك القديمة في عام 1861 خلال فترة الحرب الأهلية الأمريكية من خلال قصة شاب إيرلندي اسمه أمستردام فالون (ليوناردو دي كابريو) يسعى للثأر من قاتل أبيه الواسبي بيل ذا بوتشر كاتينغ (دانييل دي لويس) والذي قتل أباه في حرب دارت بين السكان الأصليين (الذين ولدوا في أمريكا) والإيرلنديين في مدينة نيويورك القديمة في 1846

## روابط خارجية
- عصابات نيويورك على موقع IMDb (الإنجليزية)
- عصابات نيويورك على موقع ميتاكريتيك (الإنجليزية)
- عصابات نيويورك على موقع الموسوعة البريطانية (الإنجليزية)
- عصابات نيويورك على موقع روتن توميتوز (الإنجليزية)
- عصابات نيويورك على موقع نتفليكس (الإنجليزية)
- عصابات نيويورك على موقع قاعدة بيانات الأفلام العربية
- عصابات نيويورك على موقع ألو سيني (الفرنسية)
- عصابات نيويورك على موقع Turner Classic Movies (الإنجليزية)
- عصابات نيويورك على موقع أول موفي (الإنجليزية)
- عصابات نيويورك على موقع بوكس أوفيس موجو (الإنجليزية)